# Rhinoceros
|  | Rhinoceros er en slægt af Næsehorn. |
"Rhinoceros" (også kendt som "Rhinocerous" i Storbritannien) er en sang af Smashing Pumpkins og titlen på den anden single fra albummet Gish fra 1991. Sangen er skrevet af Billy Corgan. 
I stedet for at udgive "Rhinoceros" som en almindelig cd-single, blev der udgivet en ep med titlen Lull. Lull indeholdt fire numre, hvoraf det første er "Rhinoceros". Der blev ligeledes lavet en musikvideo til "Rhinoceros", ligesom hvis det havde været en almindelig single, og sangen blev inkluderet i bandets opsamlingsplade Rotten Apples fra 2001. Derfor betragter de fleste, inklusiv bandet selv, "Rhinoceros" som den anden single fra Gish. 
I forbindelse med udgivelsen af bandets syvende album Oceania i 2012 lavede musikmagasinet Rolling Stone en oversigt over de 20 bedste sange fra Smashing Pumpkins ud fra en omfattende afstemning blandt fans. "Rhinoceros" blev stemt ind som nummer 18 på listen.

## Musikvideo
Musikvideoen var blot bandets anden og er instrueret af Angela Conway, der også instruerede "Siva". 